# Dekanat Świerzawa
Dekanat Świerzawa – jeden z dekanatów w rzymskokatolickiej diecezji legnickiej. Zlikwidowany w czerwcu 2022 r.

## Parafie
W skład dekanatu wchodziło 8 parafii:
- Parafia Świętych Piotra i Pawła – Lipa
- Parafia Matki Bożej Różańcowej – Nowy Kościół
- Parafia św. Marcina – Pomocne
- Parafia św. Jadwigi Śląskiej – Sokołowiec
- Parafia Wniebowzięcia Najświętszej Maryi Panny – Świerzawa
- Parafia Świętych Apostołów Piotra i Pawła – Twardocice (Proboszczów)
- Parafia Matki Bożej Królowej Polski – Wojcieszów
- Parafia Wniebowzięcia Najświętszej Maryi Panny – Wojcieszów